# Mistrz Modlitewników z około 1500
Mistrz Modlitewników z około 1500 – anonimowy flamandzki iluminator i miniaturzysta działający w Brugii w latach ok. 1485–1520.
Jego przydomek nadał mu niemiecki historyk sztuki Friedrich Winkler po przypisaniu kilku iluminacji w dewocjonalnych manuskryptach powstałych około roku 1500 jednemu autorowi. Bardziej znany jest jednak z iluminacji o tematyce świeckiej, przedstawiających sceny z życia codziennego. Jego zainteresowanie codziennymi czynnościami niższych klas jak i życiem dworskim, widoczne jest w jego miniaturach tworzonych do kalendarzy. Według Winklera był uczniem Mistrza Modlitewnika Drezdeńskiego; znał prace Simona Marmiona.

## Iluminacje w pracach

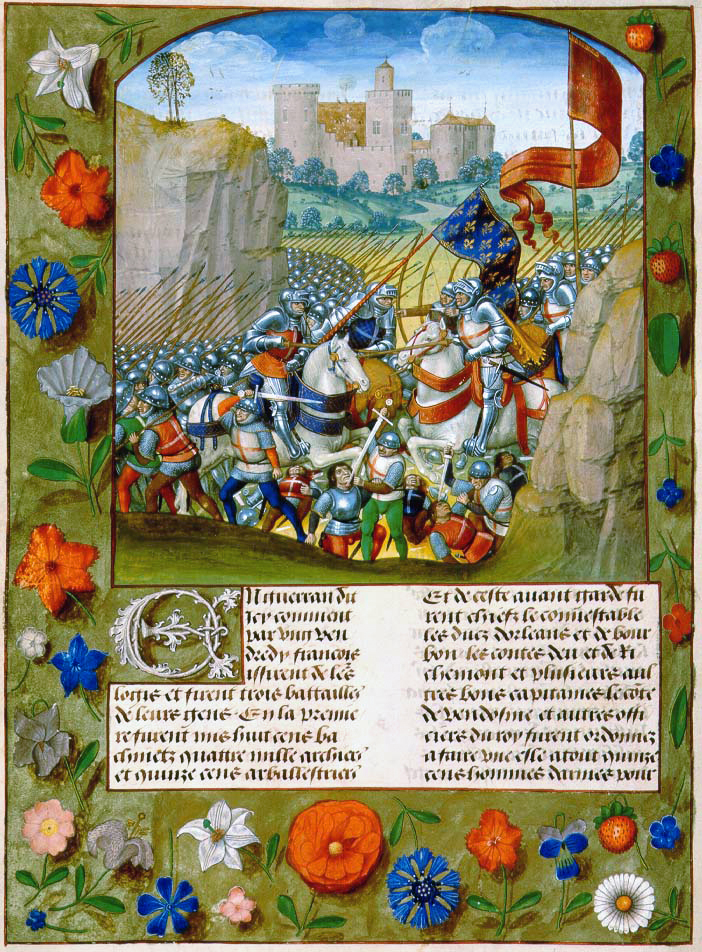
Karta z Kronik Monstrelet

Do najważniejszych prac należy udekorowanie manuskryptu Roman de la Rose, dla którego stworzył 92 pełnostronicowych miniatur datowanych na ok. 1500 rok. Ponadto dekorował wiele iluminacji do ekskluzywnych manuskryptów dla księcia Nassau Engelberta II czy Henryka VII.
- Roman de la Rose – ok. 1500, Biblioteka Brytyjska, Londyn (MS 4425, f.14v)[2]
- Godzinki Filipa Dobrego – Mistrz uzupełnił manuskrypt kilkoma iluminacjami; Meermanno Museum, Haga, (10F12)
- Status i herbarz Złotego Runa – ok. 1481-1491, Waddesdon Manor, Buckinghamshire, National Trust (Ms.17)
- Manuskrypt z wierszami Karola, księcia Orleanu - cztery miniatury; 1490, Biblioteka Brytyjska, Londyn, (Royal 16Fii)
- Manuskrypt z dziełami Wergiliusza – 1490, kolekcja księcia Leicester, Holkham Hall (Ms.311, vol.1)
- Kroniki Monstrelet – ok. 1495, Biblioteka Uniwersytetu w Leiden, Lejda, (Ms.Vos.GG.F2)
- Godzinki - iluminacje wykonane wraz z Aleksandrem Bening; ok. 1495-1500, Biblioteka Bawarii, (CLM 28345)
- Imaginacion de la vraie noblesse – manuskrypt Jeana de Lannoy, wersja z lat 1496-1497, Biblioteka Brytyjska, Londyn, (Royal Ms.19Cviii)
- Godzinki – Godzinki zwane "La Flora", iluminacje wykonane we współpracy z Mistrz Modlitewnika Drezdeńskiego i Aleksandrem Beningiem; przed 1498, Biblioteka Narodowa w Neapolu, Neapol (Ms.IB51)
- Godzinki – manuskrypt należący do Małgorzata Habsburg; 1500, Austriacka Biblioteka Narodowa, (Cod.1862)
- Godzinki – Biblioteka Królewska Belgii, (Ms.IV 280)
- Godzinki – 1500, Kupferstichkabinett, Berlin, (78B15)
- Godzinki – 1500, Austriacka Biblioteka Narodowa, (Cod.1887)
- Godzinki – dwie miniatury przedstawiające Zmartwychwstanie Łazarza i Madonnę z Dzieciątkiem, 1500, Muzeum druków i grafik, Berlin, (640 i 1761 KDZ)
- Godzinki – wykonane na zlecenie z Rzymu, Biblioteka Brytyjska, Londyn, (Egerton 1149)
- Traduction de Quintius Curtius – manuskrypt w tłumaczeniu Vasco da Lucena; Biblioteka Genewska, Genewa(Fr.75)
- Godzinki Juana Rodrigueza Fonseca – Biblioteka Real Seminario Saragossa, (inv.6209)
- Godzinki Izabeli Kastylijskiej – 1504, Cleveland Museum of Art, (1963.256)
- Modlitewnik Rothschilda – miniatury we współpracy z Gerardem Horenboutem, Aleksandrem Beningiem i Simonem Beningiem; około 1510–1520, kolekcja prywatna[3]
- Godziny Spinola – kilka miniatur we współpracy z Gerardem Horenboutem, Aleksandrem Beningiem, Mistrzem Biblii Lübecka i Mistrzem Modlitewnika Drezdeńskiego; około 1510–1520, J. Paul Getty Museum, Los Angeles, (Ludwik IX 18)